# Молинари, Александр
Алоиз или Александр Молинари (итал. Alessandro Molinari; 5 января 1772 г., Берлин — 20 января 1831 г., Дрезден) — итальянский живописец, миниатюрист и рисовальщик. Жил и работал во многих городах Европы.

## Биография
Итальянец по происхождению, родился в Берлине. Учился в Берлинской академии художеств, считался неплохим портретистом. В Европе его творческая судьба не сложилась: «Человек, которого я зачастую идеализировал… оставался долгое время непризнанным», — писал его друг Гофман.
«Прекрасно сложенный, точно ватиканский Аполлон» (как пишет о нём Гофман), Молинари работал в Риме, в 1795 году — в Вене, в 1796—1797 гг. — в Глогау; около 1800 года — в Веймаре. С Гофманом он познакомился во время работы над украшением иезуитской церкви в Глогау и послужил прототипом художника Бертольда в новелле Гофмана «Церковь иезуитов в Г.» Из книги Рюдигера Сафранского о Гофмане:

Молинари, на четыре года старше Гофмана, был весьма импозантен. Этот уроженец Берлина со своими иногда «зловеще» сверкающими глазами и черными курчавыми волосами напоминал таинственного колдуна из южных стран. Гордый, подчас даже высокомерный, он притягивал к себе женщин. Его репутация была небезупречна. Молинари воплощал собою тип демонического художника, которому сильная чувственность не дает покоя.
В 1806 году художник переехал в Россию, где был радушно принят своими соплеменниками-итальянцами, создавшими в Москве колонию, возглавляемую живописцем и поэтом С.Тончи. Не без помощи последнего он устроился в 1810-х гг. учителем рисования в семью московского библиофила графа Д. П. Бутурлина, жил в их калужском поместье Белкино. В 1812 году Молинари открыл кондитерскую на
Невском проспекте «насупротив Аничкова дворца».
Работая в России, Молинари показал разнообразие возможностей портретного жанра. Вскоре он стал любимым художником русской аристократии, благодаря её неискоренимой страсти к художникам-иностранцам. В 1807 году русская публика восторженно именовала Молинари «превосходным художником портретистом в миниатюре, маслом и пастелью». Он писал Александра I, членов его семьи, представителей петербургской и московской знати, артистов и многих других. Известно, что графиня Доротея Ливен обратилась к только что приехавшему Молинари с просьбой написать её портрет. Молинари выполнил портрет итальянским карандашом, сангиной и акварелью.
Он рисовал и графические портреты, работая в этой технике одновременно с Кипренским, но решал иные творческие задачи. Романтик по мироощущению, Молинари был увлечён поисками возвышенной красоты. Но идеал часто превалировал над реальным прототипом. Поэтому многие его работы, особенно женские портреты, условны, а модели не имеют индивидуальности. В мужских портретах Молинари был более свободен и раскован. Излюбленным приемом художника была подсветка изображения акварелью и белилами.
В 1816—1822 гг. Молинари работал в Варшаве, затем в Берлине и Дрездене, где 20 января 1831 года неожиданно умер от апоплексического удара.
Работы Молинари хранятся в Государственном Эрмитаже, Государственной Третьяковской галерее, Государственном Русском музее, Государственном музее изобразительных искусств им. А. С. Пушкина, Государственном музее А. С. Пушкина.

## Галерея
- Пётр Иванович Озеров (1778—1843). Около 1820, Государственный Эрмитаж.
- Граф Василий Дмитриевич Олсуфьев (1796-1858). 1813.
- Граф Александр Дмитриевич Олсуфьев (1790-1831). 1813,
- Князь Владимир Сергеевич Голицын. 1810-е, Николаевский областной художественный музей имени В. В. Верещагина.
- Генерал-майор Фёдор Семёнович Уваров (1789 - 1845). 1815.
- Генерал-майор Пётр Сергеевич Ушаков. 1820-е.
- Светлейшая княгиня Наталья Юрьевна Салтыкова-Головкина(1787-1860). 1806/1816, Саратовский художественный музей имени А. Н. Радищева.
- Генерал от инфантерии граф Осип Андреевич Игельстром, 1823. Частное собрание, Эстония.
- Генерал-майор граф Карл Антонович де-Бальмен (1786-1812).
- Князь Кольцов-Масальский (1758-1843). Государственный Русский музей.
- Анна Григорьевна Бланк, урождённая Усова (1792-1857), супруга литератора Б. К. Бланка, невестка архитектора Карла Бланка. 1810-е годы, Государственный исторический музей.
- Князь Дмитрий Николаевич Голицын (1786 — 1812). 1812.